# هيو بار
هيو بار (بالإنجليزية: Hugh Barr)‏ هو لاعب كرة قدم بريطاني، ولد في 17 مايو 1935 في بيليمينا في المملكة المتحدة. شارك مع منتخب إيرلندا الشمالية لكرة القدم من الدرجة الثانية ‏ ومنتخب أيرلندا الشمالية لكرة القدم. أما مع النوادي، فقد لعب مع كامبريدج يونايتد وكوفنتري سيتي ونادي إيفرتون ونادي بيليمينا يونايتد ونادي كليفتونفيل ونادي كوليرين ونادي لينفيلد.

## وصلات خارجية
- هيو بار على موقع الاتحاد الدولي (مؤرشف)  (الإنجليزية)
- هيو بار على موقع ناشيونال فوتبول تيمز (الإنجليزية)
- هيو بار على موقع أوليمبيديا (الإنجليزية)